# NFL sezona 1990.
NFL sezona 1990. je 71. po redu sezona nacionalne lige američkog nogometa.
Sezona je počela 9. rujna 1990. Super Bowl XXV je bio završna utakmica sezone, u kojoj su se 27. siječnja 1991. u Tampi u Floridi na Tampa Stadiumu sastali pobjednici AFC konferencije Buffalo Billsi i pobjednici NFC konferencije New York Giantsi. Pobijedili su Giantsi rezultatom 20:19 i tako osvojili svoj šesti naslov prvaka u povijesti, drugi u eri Super Bowla.
Sezona 1990. je bila prva sezona u kojoj se 12 momčadi plasiralo u doigravanje (umjesto dotadašnjih 10 momčadi).

## Poredak po divizijama na kraju regularnog dijela sezone
| AFC Istok             |     |     |     |      |     |     |
| Momčad                | Pob | Por | Ner | %    | P+  | P-  |
| Buffalo Bills *       | 13  | 3   | 0   | 81,3 | 428 | 263 |
| Miami Dolphins **     | 12  | 4   | 0   | 75,0 | 336 | 242 |
| Indianapolis Colts    | 7   | 9   | 0   | 43,8 | 281 | 353 |
| New York Jets         | 6   | 10  | 0   | 37,5 | 295 | 345 |
| New England Patriots  | 1   | 15  | 0   | 6,3  | 181 | 446 |
| AFC Central           |     |     |     |      |     |     |
| Momčad                | Pob | Por | Ner | %    | P+  | P-  |
| Cincinnati Bengals *  | 9   | 7   | 0   | 56,3 | 360 | 352 |
| Houston Oilers **     | 9   | 7   | 0   | 56,3 | 405 | 307 |
| Pittsburgh Steelers   | 9   | 7   | 0   | 56,3 | 292 | 240 |
| Cleveland Browns      | 3   | 13  | 0   | 18,8 | 228 | 462 |
| AFC Zapad             |     |     |     |      |     |     |
| Momčad                | Pob | Por | Ner | %    | P+  | P-  |
| Los Angeles Raiders * | 12  | 4   | 0   | 75,0 | 337 | 268 |
| Kansas City Chiefs ** | 11  | 5   | 0   | 68,8 | 369 | 257 |
| Seattle Seahawks      | 9   | 7   | 0   | 56,3 | 306 | 286 |
| San Diego Chargers    | 6   | 10  | 0   | 37,5 | 315 | 281 |
| Denver Broncos        | 5   | 11  | 0   | 31,3 | 331 | 374 |

| NFC Istok              |     |     |     |      |     |     |
| Momčad                 | Pob | Por | Ner | %    | P+  | P-  |
| New York Giants *      | 13  | 3   | 0   | 81,3 | 335 | 211 |
| Philadelphia Eagles ** | 10  | 6   | 0   | 62,5 | 396 | 299 |
| Washington Redskins ** | 10  | 6   | 0   | 62,5 | 381 | 301 |
| Dallas Cowboys         | 7   | 9   | 0   | 43,8 | 244 | 308 |
| Phoenix Cardinals      | 5   | 11  | 0   | 31,3 | 268 | 396 |
| NFC Central            |     |     |     |      |     |     |
| Momčad                 | Pob | Por | Ner | %    | P+  | P-  |
| Chicago Bears *        | 11  | 5   | 0   | 68,8 | 348 | 280 |
| Tampa Bay Buccaneers   | 6   | 10  | 0   | 37,5 | 264 | 367 |
| Detroit Lions          | 6   | 10  | 0   | 37,5 | 373 | 413 |
| Green Bay Packers      | 6   | 10  | 0   | 37,5 | 271 | 347 |
| Minnesota Vikings      | 6   | 10  | 0   | 37,5 | 351 | 326 |
| NFC Zapad              |     |     |     |      |     |     |
| Momčad                 | Pob | Por | Ner | %    | P+  | P-  |
| San Francisco 49ers *  | 14  | 2   | 0   | 87,5 | 353 | 239 |
| New Orleans Saints **  | 8   | 8   | 0   | 50,0 | 274 | 275 |
| Los Angeles Rams       | 5   | 11  | 0   | 31,3 | 345 | 412 |
| Atlanta Falcons        | 5   | 11  | 0   | 31,3 | 348 | 365 |

Napomena: * - ušli u doigravanje kao pobjednik divizije, ** - ušli u doigravanje kao wild-card, % - postotak pobjeda, P± - postignuti/primljeni poeni

## Doigravanje

### Pozicije za doigravanje
| Poz. | AFC                 | NFC                 |
| ---- | ------------------- | ------------------- |
| 1.   | Buffalo Bills       | San Francisco 49ers |
| 2.   | Los Angeles Raiders | New York Giants     |
| 3.   | Cincinnati Bengals  | Chicago Bears       |
| 4.   | Miami Dolphins      | Philadelphia Eagles |
| 5.   | Kansas City Chiefs  | Washington Redskins |
| 6.   | Houston Oilers      | New Orleans Saints  |

### Utakmice u doigravanju
| Datum                 | Utakmica                                  | Rezultat        |
| Wild Card runda       | Wild Card runda                           | Wild Card runda |
| --------------------- | ----------------------------------------- | --------------- |
| 5. siječnja 1991.     | Philadelphia Eagles - Washington Redskins | 6:20            |
| 5. siječnja 1991.     | Miami Dolphins - Kansas City Chiefs       | 17:16           |
| 6. siječnja 1991.     | Cincinnati Bengals - Houston Oilers       | 41:14           |
| 6. siječnja 1991.     | Chicago Bears - New Orleans Saints        | 16:6            |
| Divizijska runda      |                                           |                 |
| 12. siječnja 1991.    | Buffalo Bills - Miami Dolphins            | 44:34           |
| 12. siječnja 1991.    | San Francisco 49ers - Washington Redskins | 28:10           |
| 13. siječnja 1991.    | New York Giants - Chicago Bears           | 31:3            |
| 13. siječnja 1991.    | Los Angeles Raiders - Cincinnati Bengals  | 20:10           |
| Konferencijska finala |                                           |                 |
| 20. siječnja 1991.    | Buffalo Bills - Los Angeles Raiders       | 51:3            |
| 20. siječnja 1991.    | San Francisco 49ers - New York Giants     | 13:15           |
| Super Bowl XXV        |                                           |                 |
| 27. siječnja 1991.    | New York Giants - Buffalo Bills           | 20:19           |

## Nagrade za sezonu 1990.
| Nagrada                        | Osvajač        | Pozicija      | Momčad              |
| ------------------------------ | -------------- | ------------- | ------------------- |
| Najkorisniji igrač (MVP)       | Joe Montana    | quarterback   | San Francisco 49ers |
| Igrač godine u napadu          | Warren Moon    | quarterback   | Houston Oilers      |
| Igrač godine u obrani          | Bruce Smith    | defensive end | Buffalo Bills       |
| Trener godine                  | Jimmy Johnson  | trener        | Dallas Cowboys      |
| Novajlija godine u napadu      | Emmitt Smith   | running back  | Dallas Cowboys      |
| Novajlija godine u obrani      | Mark Carrier   | safety        | Chicago Bears       |
| Najkorisniji igrač Super Bowla | Ottis Anderson | running back  | New York Giants     |

## Statistika

### Statistika po igračima

#### U napadu
- Najviše jarda dodavanja: Warren Moon, Houston Oilers - 4689
- Najviše jarda probijanja: Barry Sanders, Detroit Lions - 1304
- Najviše uhvaćenih jarda dodavanja: Jerry Rice, San Francisco 49ers - 1502

#### U obrani
- Najviše obaranja quarterbacka (sackova): Derrick Thomas, Kansas City Chiefs - 20
- Najviše presječenih lopti: Mark Carrier, Chicago Bears - 10

### Statistika po momčadima

#### U napadu
- Najviše postignutih poena: Buffalo Bills - 428 (26,8 po utakmici)
- Najviše ukupno osvojenih jarda: Houston Oilers - 388,9 po utakmici
- Najviše jarda osvojenih dodavanjem: Houston Oilers - 300,3 po utakmici
- Najviše jarda osvojenih probijanjem: Philadelphia Eagles - 159,8 po utakmici

#### U obrani
- Najmanje primljenih poena: New York Giants - 211 (13,2 po utakmici)
- Najmanje ukupno izgubljenih jarda: Pittsburgh Steelers - 257,2 po utakmici
- Najmanje jarda izgubljenih dodavanjem: Pittsburgh Steelers - 156,2 po utakmici
- Najmanje jarda izgubljenih probijanjem: Philadelphia Eagles - 73,1 po utakmici

## Vanjske poveznice
- Pro-Football-Reference.com, statistika sezone 1990. u NFL-u
- NFL.com, sezona 1990.